# Natalia Chueca
Pour les articles homonymes, voir Chueca (homonymie).
Natalia Chueca Muñoz, née le 7 septembre 1976 à Saragosse, est une femme politique espagnole, membre du Parti populaire (PP).

## Biographie
Personnalité politique de Saragosse, elle est élue maire de la ville le 17 juin 2023, à la suite des élections municipales du 28 mai où son parti a obtenu 15 sièges sur 31.